# McKayla Maroney
McKayla Rose Maroney (Aliso Viejo, California, SAD, 9. prosinca 1995.) - američka umjetnička gimnastičarka i pjevačica. 
McKayla Maroney rođena je u Alisu Vieju u Kaliforniji 9. prosinca 1995. godine. Tijekom karijere osvojila je nekoliko zlatnih medalja. Bila je članica američke ženske gimnastičke reprezentacije, zvane “Fierce Five”, na Ljetnim olimpijskim igrama u Londonu 2012. godine. Tada je osvojila zlatnu medalju u ekipnom višeboju, a srebrnu medalju u finalu preskoka. Nije bila zadovoljna 2. mjestom, pa je prilikom dodjele medalja, nastala fotografija, na kojoj pokazuje razočarenje i tugu, tako da su joj usne bile prema lijevoj strani lica. Fotografija je postala viralna i pojavila se u medijima širom svijeta kao internetski memi. Na prijemu kod tadašnjega američkoga predsjednika Baracka Obame u studenom 2012., zajedno su pozirali u tome stilu.
Osvojila je i zlatne medalje na Svjetskom prvenstvu 2011. i Svjetskom prvenstvu 2013. godine. Prva je američka gimnastičarka, koja je obranila zlato na Svjetskom prvenstvu u disciplini preskoka.
McKayla Maroney povukla se iz natjecateljske gimnastike 2016. godine, zbog zdravstvenih problema i operacija.